# ハイクレア・カースル
ハイクレア・カースル (英: Highclere Castle)は、イギリスのハンプシャーに17世紀に建てられたカントリー・ハウスである。ハイクレアはニューベリーの南8キロメートルにある。
カースル と言うが、ヴィクトリア朝風に改築されたマンションである。現在の屋敷は、1842年に完成している。屋敷は夏の期間のみ一般に開放されている。

## 概説

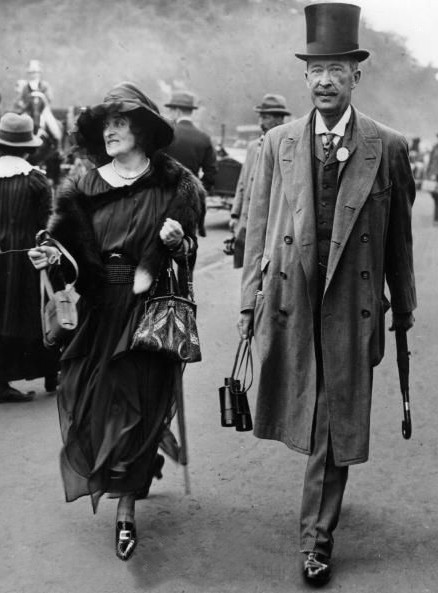
第5代カーナーヴォン伯爵と夫人アルミナ (1921年)

ダウントン・アビーのモデルとなっているハイクレア・カースルは、1830年代に国会議事堂と並行してチャールズ・バリー (Charles Barry) が設計したゴシック・リヴァイヴァル建築のカントリーハウスである。
ハイクレア・カースルの５代目主人であったカーナヴォン伯爵 (1866年 - 1923年) は古代エジプトのファラオ・ツタンカーメンの王墓発掘の資金提供者として知られる。博物館に提供されなかった古代エジプトの発掘品の数々がハイクレア・カースルに展示されている。
屋敷に当主である8代目カーナーヴォン伯爵、伯爵夫人そして用人たちが居住している。

## 庭園
英国の著名庭園設計士ランスロット・『ケイパビリティ』・ブラウンが設計した風景式庭園を造った。庭園には、古レバノンスギが特に有名である。

## ロケ地としての使用
- 2010 - 2015年 イギリスのテレビドラマシリーズ ダウントン・アビーのロケに使用された[1]。